# 安筆花
安 筆花（안필화、アン・ピラ、1938年11月24日 - 2018年1月11日）は元日本国籍の朝鮮民主主義人民共和国公民。東京都葛飾区生まれ。日本名は平島筆子（ひらしまふでこ）。
1959年12月の帰国事業で在日朝鮮人の夫とともに北朝鮮に渡り、2003年1月に日本に帰国した。北朝鮮を脱出し日本に帰国した日本人妻として初めて名前を公表し、テレビ朝日「報道ステーション」などに出演して北朝鮮に残した家族の救出を訴えた。しかし、2005年4月18日に北京の北朝鮮大使館で記者会見し、北朝鮮に戻る意思を表明した。
この会見で、朝鮮語で話した安筆花は、日本政府、とりわけ自民党と公明党）を批判し、北朝鮮を賛美した。家族に会いたい思いが募り、北朝鮮に戻る決心を固めたと思われる。この会見の翌日に安筆花は北朝鮮に入った。
後に、彼女の北朝鮮への旅費を工面したと衆議院議員の平沢勝栄が証言したが、安筆花の中国にいる家族に会いたいとの要望を受け、中国への航空券を手配しただけで、北朝鮮行きは予期していなかったとしている。
その後、2005年6月7日に安筆花から平沢宛てに届いた手紙には、「子供たちと幸福にくらしています。先生ぜひ朝鮮に来てください」などと綴られていた。平沢は、「彼女の筆跡に間違いない。本人の気持ちも一部入っているが、私に訪朝を促すなど北朝鮮当局に書かされたと思われるくだりもある」と述べている。 　
北朝鮮事情に詳しいジャーナリストの恵谷治は安筆花の一連の行動について、「安筆花は北朝鮮に戻った後に北朝鮮の公安の尋問を受け、日本の北朝鮮政策や北朝鮮に批判的な日本人、北朝鮮に批判的な団体についての情報を喋ってしまった可能性が高い。脱北者を支援する団体の活動の妨げにならなければいいが」と話している。
2018年1月11日に心臓麻痺で死去したことが3月16日になって報道された。